# Dyseuaresta impluviata
Dyseuaresta impluviata är en tvåvingeart som först beskrevs av Blanchard 1852.  Dyseuaresta impluviata ingår i släktet Dyseuaresta och familjen borrflugor. Inga underarter finns listade i Catalogue of Life.